# Yoshinagella japonica
Yoshinagella japonica är en svampart som beskrevs av Höhn. 1913. Yoshinagella japonica ingår i släktet Yoshinagella, ordningen Dothideales, klassen Dothideomycetes, divisionen sporsäcksvampar och riket svampar.   Inga underarter finns listade i Catalogue of Life.